# Koksmes
Het koksmes is een van de belangrijkste gereedschappen in de professionele keuken. Koksmessen hebben een specifieke vorm die is geëvolueerd om bepaalde taken optimaal te vervullen. Het is voor de meeste snijtaken in de keuken te gebruiken, maar minder geschikt voor fijn schilwerk.

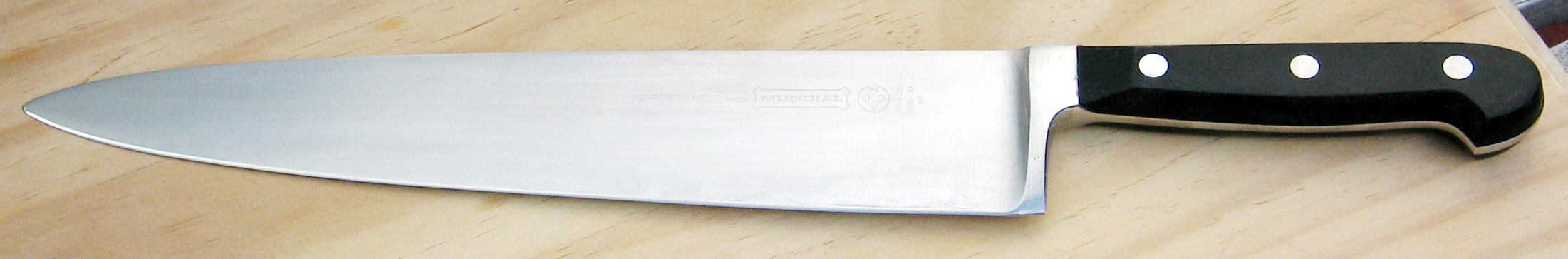
Koksmes van roestvrij staal met in het heft doorlopend lemmet en verbrede zool

## Bouw
Het koksmes is stevig, met een niet-flexibel lemmet en een stevig handvat dat niet kan losraken. Het heeft een lemmet dat aan de snede uitsteekt buiten het handvat, zodat op een snijplank kan worden gesneden zonder dat de knokkels in de weg zitten. De naar de hand van de kok gekeerde achterkant van het lemmet (zool) is verbreed zodat de hand niet over het lemmet kan glijden. De snede is recht aan de achterkant, maar naar de punt toe convex; het mes loopt in een punt uit, ook de rug van het lemmet is aan de punt convex. Het mes is meestal op doorsnee driehoekig, met de grootste dikte aan de rug van het lemmet, en wordt naar de snede toe geleidelijk dunner.
Het staal van het lemmet loopt diep door in het handvat en zit daaraan vastgeklonken, in hard plastic gegoten of bij dure messen bestaat het hele mes weleens uit 1 stuk gesmeed staal, lemmet en handvat. De meeste koksmessen zijn van een roestvrij staalsoort die iets minder goed een scherpe snee houdt dan sommige koolstofstaalsoorten maar  veel makkelijker schoon te maken is en mooi blijft. Het mes werkt uiteraard het best als het vlijmscherp wordt gehouden. 
Messen met deze vorm zijn er in verschillende maten, met lemmets met een lengte van ca 35 tot 15 cm. Wordt het mes nog kleiner, dan noemt men het meestal een officemes.

## Gebruik

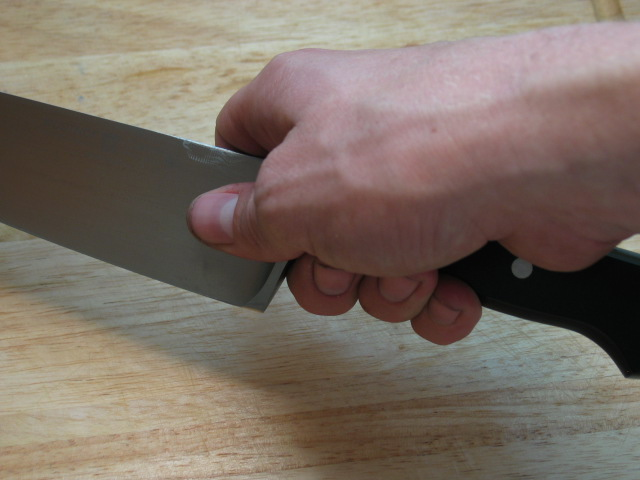
Vasthouden van het koksmes

Het koksmes is geschikt voor het in stukken delen van de meeste ingrediënten: snijden van vlees, fijnsnijden of hakken van groente, met het handvat kan men peperkorrels kneuzen en door met de zijkant van het lemmet op een teentje knoflook te slaan kan men dit pletten en zo gemakkelijk pellen. De belangrijkste snijtechniek is die waarbij de punt op de snijplank blijft rusten en de achterkant van het mes omhoog en naar achteren wordt bewogen, en daarna naar beneden en naar voren om een plakje van het te snijden voorwerp af te halen. De knokkels van de niet-snijdende hand die het voedsel vasthoudt rusten hierbij tegen het lemmet, de vingertoppen zijn weggevouwen. Sommige koks houden het mes gewoon met de hand aan het handvat vast, anderen prefereren de afgebeelde manier met duim en wijsvinger op het lemmet die wat meer controle geeft.

## Onderhoud
Om een koksmes goed scherp te houden kan men dit het best in een messenblok bewaren, of in ieder geval zo dat de snede niet tegen andere messen aan kan komen. Om dezelfde reden moet men er een vaste regel van maken nooit op ijzer of steen, glas of porselein te snijden, maar altijd op een snijplank van hout of plastic. Dan zal slijpen niet vaak nodig zijn.

## Trivia
Het koksmes is het kenmerkende wapen van de fictieve seriemoordenaar Michael Myers uit de filmreeks Halloween.